# عنترة بن شداد
أَبُو اَلْفَوَارِسِ عَنْتَرَةُ بْنُ شَدَّادِ بْنِ قُرَادٍ اَلْعَبْسِيُّ (525م - 608م) فارِسٌ عَرَبِيٌّ نَجْدِيٌّ مُضَرِيٌّ، يُعَدُّ مِنْ شُعَراء المُعَلَّقات، ومِنْ أشهر شُعَراء مُدَّةِ ما قبل الإسلام. اشتَهرَ بِشعر الفُروسية، وبِغَزلهِ العَفيف مَع مَعشوقَته عَبْلَةَ، عَدَّهُ ابْنُ سلَّام من الطّبقة السّادسة من الشّعراء مع أصحاب الواحدة. وهو أحد أغربة العرب الثّلاثة: (عنترة، وأمّه زبيبة، وخُفَاف بْن عُمَير الشَّرِيديِّ، وأمّه نُدبَة، والسُّلَيك بْن عَمْرِو السَّعْديّ، وأمّه سُلَكَة).
وكان أبوه قد نفاه، وكان العرب في الجاهلية إذا كان لأحدهم ولد من أمّة (جارية) استعبده، ثم ادَّعاه بعد الكبر واعترف به وألحقه بنسبه.
وكان سبب ادعاء أبيه إيّاه أن بعض أحياء العرب أغاروا على بني عبس فأصابوا منه واستاقوا إبلًا فتبعهم العبسيون فلحقوهم فقاتلوهم عمّا معهم، وعنترة يومئذ فيهم، فقال له أبوه: «كرّ يا عنترة»، فقال عنترة: «العبد لا يحسن الكر، إنّما يحسن الْحِلاب والصّر» فقال: «كرَّ وأنت حر». فَكرَّ، وقاتل يومئذ قتالًا حسنًا فادَّعاه أبوه بعد ذلك وألحقه بنسبه.
لمّا أُنشدَ للنبي صلى الله عليه وسلم قول عنترة:
وَلَقَد أَبِيتُ عَلَى الطَّوى وَأَظَلُّهُ ٭٭٭ حَتّى أَنَالَ بِهِ كَرِيمَ المَأكَلِ
قال عليه الصّلاة والسّلام: «ما وصف لي أعرابي قط فأحببت أن أراه إلّا عنترة» ولكن هذا الحديث منكر
قيل لعنترة: «أنت أشجع النّاس وأشدّها» قال: «لا»، قيل: «فبمَ إذن شاع لك هذا في النّاس؟» قال: «كنت أقدم إذا رأيت الإقدام عزمًا، وأحجم إذا رأيت الإحجام حزمًا، ولا أدخل موضعًا لا أرى لي منه مخرجًا، وكنت أعتمد الضّعيف الجبان فأضربه الضّربة الهائلة يطير لها قلب الشّجاع فأثني عليه فأقتله».

## اسمه
اشتق اسم عنترة من ضرب الذباب يقال له العنتر وإن كانت النون فيه ليست بزائدة (مثل قبيلة كندة أصلها كدة) فهو من العَتْرِ والعَتْرُ الذبح والعنترة أيضاً هو السلوك في الشدائد والشجاعة في الحرب. وإن كان الأقدمون لا يعرفون بأيهما كان يدعى: بعنتر أم بعنترة فقد اختلفوا أيضاً في كونه اسماً له أو لقباً. وكان عنترة يلقب بالفلحاء، من الفلح أي شق في شفته السفلى وكان يكنى بأبي الفوارس لفروسيته ويكنى بأبي المعايش وأبي أوفى وأبي المغلس لجرأته في الغلس أو لسواده الذي هو كالغلس، وقد ورث ذاك السواد من أمه زبيبة، إذ كانت أمه حبشية وبسبب هذا السواد الكثيف عده القدماء من أغرب العرب.
درج بعض الرواة على تسمية عنترة باسم عنتر أحياناً، ولربما استناداً إلى ما سمعوه من قوله:
وقوله في موضع ثان:
وقد شرح الخطيب التبريزي البيت الأول بقوله: «ويروى عنتر-أي بالضم- فمن رواه بفتح الراء فإنه رخّم عنترة وترك ما قبل المحذوف على حاله مفتوحاً، ومن روى عنتر وضمّ الراء احتمل الوجهين: أحدهما أن يكون قد جعل ما بقي اسماً على حاله إلّا أنه قد صار طرفاً كحرف الأعراب، والثاني ما رواه المبرّد عن بعضهم أنه كان يسمى» عنتراً«، فعلى هذا الوجه لا يجوز إلا الضمّ، هكذا ذكره النحاس، ويجوز أن يكون عنتر على هذا الوجه منصوباً بـ» يدعون" ". ويذكر شارح القاموس أنه «قد يكون اسمه عنتراً كما ذهب إليه سيبويه». على أن المتواتر في الكتب المعتمدة وماعليه الكثيرون هو أن اسمه «عنترة» لا «عنتر» والعنترة السلوك في الشدائد والشجاعة في الحرب، وهذا أقرب إلى مسمى فارس بني عبس.

## مولده ونشأته
ولد عنترة في بلاد نجد في أواسط شبه الجزيرة العربية في الربع الأول من القرن السادس الميلادي  ، وبالاستناد إلى أخباره، واشتراكه في حرب داحس والغبراء فقد حدّد ميلاده في سنة 525م. تعزّز هذه الأرقام تواتر الأخبار المتعلّقة بمعاصرته لكل من عمرو بن معديكرب والحطيئة وكلاهما أدرك الإسلام.
أمه كانت أميرة حبشية يقال لها زبيبة ررغر، أُسرت في هجمة على قافلتها وأعجب بها شداد بن قراد الغطفاني فأنجب منها عنترة، وكان لعنترة أخوة من أمه عبيد هم جرير وشيبوب. وكان هو عبداً أيضاً لأن العرب كانت لا تعترف ببني الإماء إلا إذا امتازوا على أكفائهم ببطولة أو شاعرية أو سوى ذلك.

## نسبه
- هو: عنترة بن عمرو بن شداد بن معاوية بن قراد بن مخزوم بن ربيعة بن عوذ بن مالك بن غالب بن قطيعة بن عبس بن بغيض بن ريث بن غطفان بن سعد بن قيس عيلان بن مضر.[11]

## صفاته
وُلد عنترة لأب عربيّ وأمّ حبشيّة، فجاء مختلفاً عن بقية أقرانه في ضخامة خلقته وعبوس وجهه وتلفلف شعره وكبر شدقيه وصلابة عظامه وشدة منكبيه وطول قامته وشبه خلقته لأبيه شداد.

## حياته في العبودية

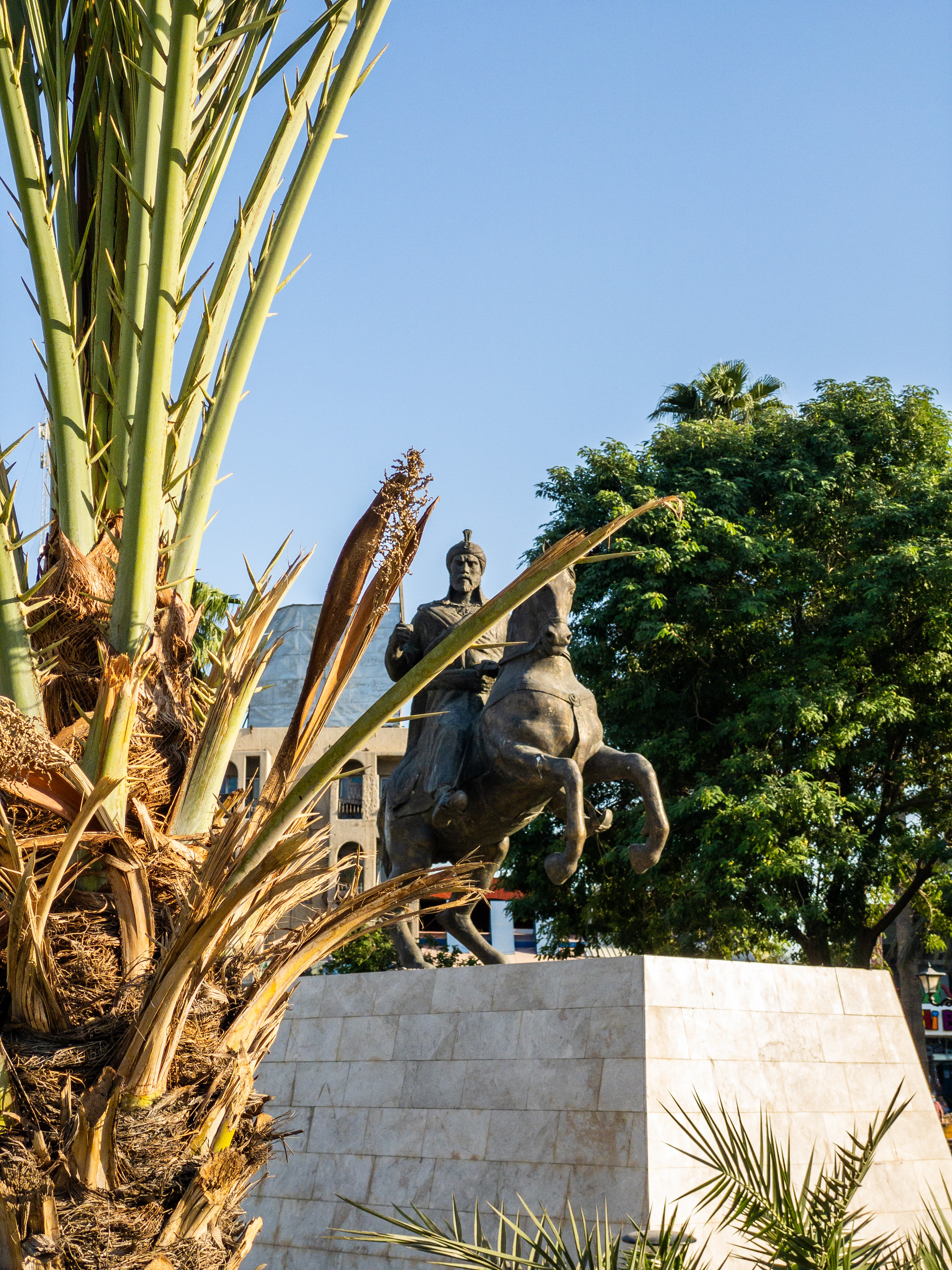
تمثال لعنترة بن شداد، يتوسط ساحة عنترة في العاصمة بغداد. من أعمال الفنان ميران السعدي.

ذاق عنترة مرارة الحرمان وشظف العيش ومهانة الدار لأن أباه لم يستلحقه بنسبه، فقد كان أبوه هو سيده، يعاقبه أشد العقاب على ما يقترفه من هنات، وكانت سمية زوجة أبيه تدس له عند أبيه وتحوك له المكائد، ومن ذلك أنها حرشت عليه أباه مرة، وقالت له: «إن عنترة يراودني عن نفسي». فغضب أبوه غضباً شديداً وعصفت برأسه حميته، فضربه ضرباً مبرحاً بالعصا وأتبعها بالسيف، ولكن سمية أدركتها الرحمة في النهاية فارتمت عليه باكية تمنع ضربات أبيه، فرقّ أبوه وكفّ عنه. فاعتبر عنترة بشعر يقول فيه:

## استلحاقه بنسب أبيه
ذلك أن قبيلة طيء أغارت على عبس في ثأر لها، إذ سبق لقبيلة عبس أن غزتها واستاقت إبلها، وكان عنترة مع بني قومه في حومة النزال، ولكنه اشترك مدافعاً لا مهاجماً، وسبب ذلك ما روي أنه شارك من قبل في غزو طيء، ولكنهم بخسوه حقه في الغنائم، إذ فرضوا له نصيب العبد منها وهو النصف فأبى، ومن ثم تقاعس عن الخوض في المعركة. واشتد الخطب على بني عبس حتى كادت أن تُسلب خيراتها وتدور عليها الدوائر، وحينئذ صاح بعنترة أبوه قائلاً: «كُرّ يا عنترة!»، فأجاب عنترة على النداء: «لا يحسن العبد الكر إلا الحلاب والصر». وفي تلك اللحظة لم يجد أبوه بدلاً من أن يمنحه اعتباره فصاح به: «كُرّ وأنت حر». فكرّ عنترة وراح يهاجم وهو ينشد:
وكان النصر لبني عبس فاحتفلت القبيلة بعنترة وكرمته.

## عنترة وعبلة

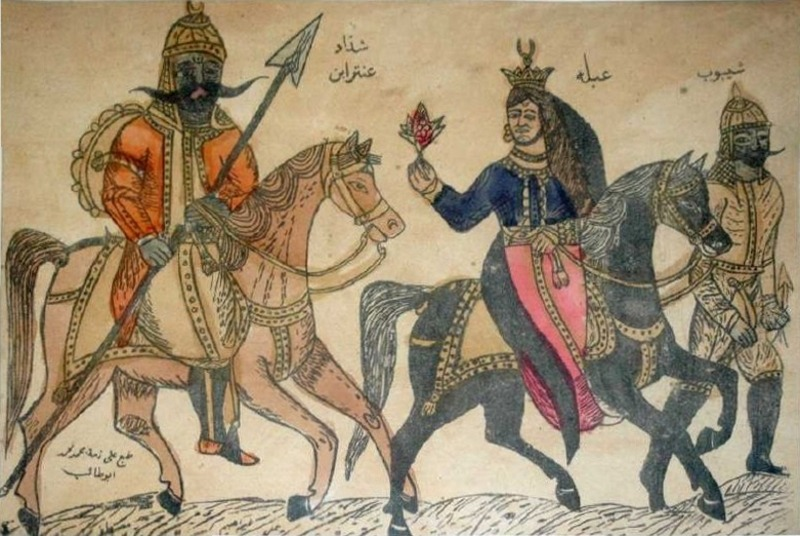
منمنمة مِنَ القُرن التاسِع عشر، تُصَور عَنترة بن شداد (يَسار) وعَشيقَتُه عَبلة (وَسط) وَهُم يَمتَطون الخَيل. على اليمَين راجِلًا، أخو عَنتَرة، شيبوب بن شداد.

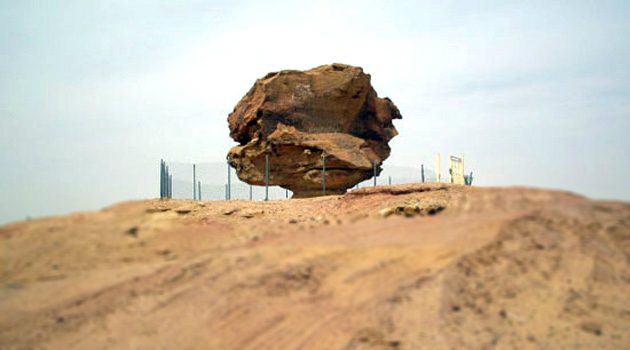
صورة حديثة لصخرة في الجواء بالقصيم، السعودية، يقال بأن عنترة كان يقابل حبيبته عبلة.

أحبّ عنترة ابنة عمه عبلة بنت مالك أعظم الحب وأشده، وكانت من أجمل نساء قومها وأبعدهن صيتاً في اكتمال العقل ونضرة الصبا، ويقال إنه كان من أقسى ما يعيق هذا الحب صلف أبيها مالك وأنفة أخيها عمرو.
تقدم عنترة إلى عمه مالك يخطب ابنته عبلة، ولكنه رفض أن يزوج ابنته من رجل أسود. ويقال: إنه طلب منه تعجيزاً له وسداً للسبل في وجهه ألف ناقة من نوق النعمان المعروفة بالعصافير مهراً لإبنته، ويقال: أن عنترة خرج في طلب عصافير النعمان حتى يظفر بعبلة، وإنه لقي في سبيلها أهوالاً جساماً، ووقع في الأسر، ثم تحقق حلمه في النهاية وعاد إلى قبيلته ومعه مهر عبلة ألفاً من عصافير الملك النعمان. ولكن عمه عاد يماطله ويكلفه من أمره شططاً، ثم فكر في أن يتخلص منه، فعرض ابنته على فرسان القبائل على أن يكون المهر رأس عنترة.
ثم تكون النهاية التي أغفلتها المصادر القديمة وتركت الباحثين عنها يختلفون حولها، فمنهم من يرى أن عنترة فاز بعبلة وتزوجها، ومنهم من يرى أنه لم يتزوجها، وإنما ظفر بها فارس آخر من فرسان العرب.
وقد سكتت المصادر العربية عن ذكر عبلة إلا في مجال تشبيب عنترة بها وحبه لها، فلم تنوّه عما إذا كان قد تزوج بها أم بقي حبه معلقاً.
حيث ذهب البعض إلى القول بأن عنترة لم يتزوج عبلة، بل تبتل في حبها، وأن أباها وأخاها منعاه من زواجها، وأنها زوجت أحد أشراف قومها على رغم عنترة. وقد قاس أصحاب هذا الرأي قولهم هذا قياساً على عادة العرب من منعها بناتها أن يزففن إلى من يشبب بهن قبل الزواج.
ويميل البعض إلى الرأي القائل أن عنترة تزوج عبلة لعوامل وأسباب، منها أنه قد استلحق بنسب أبيه فزالت عنه هجنة النسب وأصبح ابن عم لعبلة، ثم إنه كان من أشهر فرسان قبيلة بني عبس بل فارسا من فرسان العرب، وقوته وفروسيته مما لا يغفله من حسابه من يريد زواج عبلة، إذ إنه سيتعرض لانتقام عنترة وثأره لكرامته.

## وفاته
انتهت حياة عنترة بعد أن بلغ من العمر تسعين عاماً تقريباً، فقد كانت حياته منحصرة بين سنتي 525 و 615 ميلادية، وذكر الزركلي في الأعلام أن وفاته كانت في عام 600 ميلادية، وهو ما يوازي العام الثاني والعشرين قبل الهجرة.
وذكر في نهاية عنترة روايات عدة، على أن الرواية المتداولة والمرجّحة هي رواية صاحب الأغاني بقوله أن عنترة أغار على بني نبهان من طيء فطرد لهم طريدة وهو شيخ كبير، فجعل يرتجز وهو يطردها ويقول:
آثار ظُلمان بقاعٍ محربٍ.
قال: وكان زرّ (وقيل وزر) بن جابر النبهاني في فتوّة، فرماه وقال: خذها وأنا ابن سلمى، فقطع مطاه (أي ظهره)، فتحامل بالرمية حتى أتى أهله، فقال وهو مجروح:
قال ابن الكلبي: وكان الذي قتله يلقّب بالأسد الرهيص الطائي.

## عنترة بن شداد في السينما والتلفزيون

فلم "عنتر بن شداد"، من إخراج نيازي مصطفى وبطولة فريد شوقي وكوكا، عرض في 4 ديسمبر 1961.

جسدت شخصية عنترة بن شداد في مسلسلات وأفلام منها:
- 1945 : فيلم عنتر وعبلة فيلم  مصري من إخراج نيازي مصطفى وبطولة سراج منير وكوكا
- 1948 : فيلم مغامرات عنتر وعبلة فيلم  مصري من إخراج صلاح أبو سيف ومن بطولة سراج منير وكوكا
- 1961 : فيلم عنتر يغزو الصحراء فيلم  مصري من إخراج نيازي مصطفى ومن بطولة فريد شوقي وكوكا
- 1961 : فيلم عنتر بن شداد فيلم  مصري من إخراج نيازي مصطفى ومن بطولة فريد شوقي وكوكا
- 1974 : فيلم عنتر في بلاد الرومان فيلم  لبناني من إخراج سمير الغصيني ومن بطولة محمد المولى وسيلفانا بدرخان
- 1974 : فيلم عنتر فارس الصحراء فيلم  مصري من إخراج محمد سلمان  ومن بطولة محمود سعيد وسميرة توفيق
- 1974 : مسلسل قوم عنتر مسلسل  إماراتي من إخراج محمود أبو العباس ومن بطولة ضاعن جمعة وسلطان الشاعر
- 1978 : مسلسل عنترة بن شداد مسلسل  مصري من إخراج عباس أرناؤوط ومن بطولة أحمد مرعي وتيسير فهمي
- 1987 : مسرحية عنتر بن شداد مسرحية  كويتية من إخراج أحمد عبد الحليم ومن بطولة إبراهيم الحربي واستقلال أحمد وأحمد الصالح
- 2007 : مسلسل عنترة بن شداد مسلسل  كويتي من إخراج رامي حنا ومن بطولة فيصل العميري وكندة حنا
- 2017 : فيلم عنترة ابن ابن ابن شداد فيلم  مصري من إخراج شريف إسماعيل ومن بطولة محمد هنيدي ودرة

## وصلات خارجية
- عنترة بن شداد على موقع بوابة الشعراء.
- عنترة بن شداد على موسوعة الديوان الشعرية.